# Catherine Manners
Lady Catherine Manners (... – 18 febbraio 1780) è stata una nobildonna inglese.

## Biografia
Era la figlia di John Manners, II duca di Rutland, e di sua moglie, lady Catherine Russell, figlia di William Russell, Lord Russell.

## Matrimonio
Sposò, il 29 ottobre 1726, Henry Pelham, figlio di Thomas Pelham, I barone di Laughton e di Lady Grace Holles. Ebbero due figlie:
- Catherine (24 luglio 1727-27 luglio 1760), sposò Henry Pelham-Clinton, II duca di Newcastle, ebbero quattro figli;
- Grace (18 agosto 1728-31 luglio 1777), sposò Lewis Watson, I barone Sondes, ebbero un figlio.

Nel 1743 suo marito venne eletto primo ministro del Regno Unito, carica che ricoprì fino al 1754.

## Morte
Morì il 18 febbraio 1780.

## Ascendenza
|                                  |                                    |                                             | Genitori                                     |  |  | Nonni |  |  | Bisnonni                            |  |  | Trisnonni      |  |
|                                  |                                    |                                             |                                              |  |  |       |  |  | John Manners, VIII conte di Rutland |  |  | George Manners |  |
|                                  |                                    |                                             |                                              |  |  |       |  |  | John Manners, VIII conte di Rutland |  |  | George Manners |  |
|                                  |                                    | Grace Pierrepont                            |                                              |  |  |       |  |  | John Manners, VIII conte di Rutland |  |  |                |  |
| John Manners, I duca di Rutland  |                                    |                                             |                                              |  |  |       |  |  | John Manners, VIII conte di Rutland |  |  |                |  |
|                                  |                                    | Frances Montagu                             | Edward Montagu, I barone Montagu di Boughton |  |  |       |  |  |                                     |  |  |                |  |
|                                  |                                    | Frances Montagu                             | Edward Montagu, I barone Montagu di Boughton |  |  |       |  |  |                                     |  |  |                |  |
|                                  |                                    | Frances Montagu                             | Frances Cotton                               |  |  |       |  |  |                                     |  |  |                |  |
| John Manners, II duca di Rutland |                                    | Frances Montagu                             |                                              |  |  |       |  |  |                                     |  |  |                |  |
|                                  |                                    | Baptist Noel, III visconte Campden          | Edward Noel, II visconte Campden             |  |  |       |  |  |                                     |  |  |                |  |
|                                  |                                    | Baptist Noel, III visconte Campden          | Edward Noel, II visconte Campden             |  |  |       |  |  |                                     |  |  |                |  |
|                                  |                                    | Baptist Noel, III visconte Campden          | Juliana Hicks                                |  |  |       |  |  |                                     |  |  |                |  |
| Catherine Noel                   |                                    | Baptist Noel, III visconte Campden          |                                              |  |  |       |  |  |                                     |  |  |                |  |
|                                  |                                    | Elizabeth Bertie                            | Montagu Bertie, II conte di Lindsey          |  |  |       |  |  |                                     |  |  |                |  |
|                                  |                                    | Elizabeth Bertie                            | Montagu Bertie, II conte di Lindsey          |  |  |       |  |  |                                     |  |  |                |  |
|                                  |                                    | Elizabeth Bertie                            | Martha Cokayne                               |  |  |       |  |  |                                     |  |  |                |  |
| Catherine Manners                |                                    | Elizabeth Bertie                            |                                              |  |  |       |  |  |                                     |  |  |                |  |
|                                  | William Russell, I duca di Bedford | Francis Russell, IV conte di Bedford        |                                              |  |  |       |  |  |                                     |  |  |                |  |
|                                  | William Russell, I duca di Bedford | Francis Russell, IV conte di Bedford        |                                              |  |  |       |  |  |                                     |  |  |                |  |
|                                  | William Russell, I duca di Bedford | Catharine Brydges                           |                                              |  |  |       |  |  |                                     |  |  |                |  |
| William Russell, lord Russell    | William Russell, I duca di Bedford |                                             |                                              |  |  |       |  |  |                                     |  |  |                |  |
|                                  |                                    | Anne Carr                                   | Robert Carr, I conte di Somerset             |  |  |       |  |  |                                     |  |  |                |  |
|                                  |                                    | Anne Carr                                   | Robert Carr, I conte di Somerset             |  |  |       |  |  |                                     |  |  |                |  |
|                                  |                                    | Anne Carr                                   | Frances Howard                               |  |  |       |  |  |                                     |  |  |                |  |
| Katherine Russell                |                                    | Anne Carr                                   |                                              |  |  |       |  |  |                                     |  |  |                |  |
|                                  |                                    | Thomas Wriothesley, IV conte di Southampton | Henry Wriothesley, III conte di Southampton  |  |  |       |  |  |                                     |  |  |                |  |
|                                  |                                    | Thomas Wriothesley, IV conte di Southampton | Henry Wriothesley, III conte di Southampton  |  |  |       |  |  |                                     |  |  |                |  |
|                                  |                                    | Thomas Wriothesley, IV conte di Southampton | Elizabeth Vernon                             |  |  |       |  |  |                                     |  |  |                |  |
| Rachel Wriothesley               |                                    | Thomas Wriothesley, IV conte di Southampton |                                              |  |  |       |  |  |                                     |  |  |                |  |
|                                  |                                    | Rachel de Massue de Rouvigny                | Daniel de Massue, signore di Rouvigny        |  |  |       |  |  |                                     |  |  |                |  |
|                                  |                                    | Rachel de Massue de Rouvigny                | Daniel de Massue, signore di Rouvigny        |  |  |       |  |  |                                     |  |  |                |  |
|                                  |                                    | Rachel de Massue de Rouvigny                | Madeleine de Pinot des Fontaines             |  |  |       |  |  |                                     |  |  |                |  |
|                                  |                                    | Rachel de Massue de Rouvigny                |                                              |  |  |       |  |  |                                     |  |  |                |  |